# وازن
وازن (به عربی: وازن) یک منطقهٔ مسکونی در لیبی است که در استان نالوت واقع شده‌است. وازن ۳٬۷۹۲ نفر جمعیت دارد.